# 景康乡
景康乡，是缅甸掸邦东部第四特区南板县下辖的一个乡。

## 地理
景康乡位于南板县西部，东接帕章乡，西接温龙乡，北接帕沙乡，南接缅甸中央政府控制区，东北与中国接壤。

## 行政区划
景康乡下辖以下村寨：
- 景康村（ကျိုင်းခမ်းရွာ）[1]
- 万哈村（ဝမ်ဟာရွာ）[2]
- 万沙村
- 万索村（ဝမ်ဆော်ရွာ）[3]
- 万亚村（ဝမ်ယာရွာ）[4]
- 万派村（ဝမ်ဖိုင်ရွာ）[5]
- 万伞村（ဝမ်ဆမ်ရွာ）
- 万岛村（ဝမ်တောက်ရွာ）
- 万劳村（ဝမ်လောက်ရွာ）
- 万纳拉村[6]
- 万贺南村（ဝမ်ဟိုနားရွာ）[7]
- 万拉龙村（ဝမ်လားလုံရွာ）
- 南片村（နမ့်ဖျန်းရွာ）[8]
- 南朵村[9]
- 贺涛村（ဟိုထောရွာ）
- 万甸下寨（ဝမ်တဲအောက်ရွာ）[10]
- 果敢新寨（ကိုးကန့်ရွာသစ်）

## 教育
景康乡境内有勐瓦景康学校（景康学校）和育专学校等学校。